# تاداشي ناكاياما
تاداشي ناكاياما (باليابانية: 中山正؛ بالكانا: なかやま ただし) هو رياضياتي ياباني، ولد في 26 يوليو 1912 في طوكيو في اليابان، وتوفي في 5 يونيو 1964 في ناغويا في اليابان بسبب سل.